# Isthmiade cylindrica
Isthmiade cylindrica là một loài bọ cánh cứng trong họ Cerambycidae.